# 東山區 (日本)
東山区（日语：／ Higashiyama ku */?）是京都市的11区之一，位於京都市市區東南側鴨川以東。區內有祇園、三條京阪等觀光區域。由於歷史古跡多，故政府對該地區的再開發規定較嚴，是京都市內人口最少的區。

## 人口
| 東山區 (日本)人口變化 \| 1970年 \| 0人 \| \| \| 1975年 \| 70,544人 \| \| \| 1980年 \| 62,077人 \| \| \| 1985年 \| 56,332人 \| \| \| 1990年 \| 51,171人 \| \| \| 1995年 \| 48,241人 \| \| \| 2000年 \| 44,813人 \| \| \| 2005年 \| 42,464人 \| \| \| 2010年 \| 40,528人 \| \| \| 2015年 \| 39,044人 \| \| \| 2020年 \| 36,602人 \| \| |          |  |
| 資料來源：日本總務省統計中心提供之人口普查數據 |          |  |
| 1970年 | 0人      |  |
| 1975年 | 70,544人 |  |
| 1980年 | 62,077人 |  |
| 1985年 | 56,332人 |  |
| 1990年 | 51,171人 |  |
| 1995年 | 48,241人 |  |
| 2000年 | 44,813人 |  |
| 2005年 | 42,464人 |  |
| 2010年 | 40,528人 |  |
| 2015年 | 39,044人 |  |
| 2020年 | 36,602人 |  |

## 地理

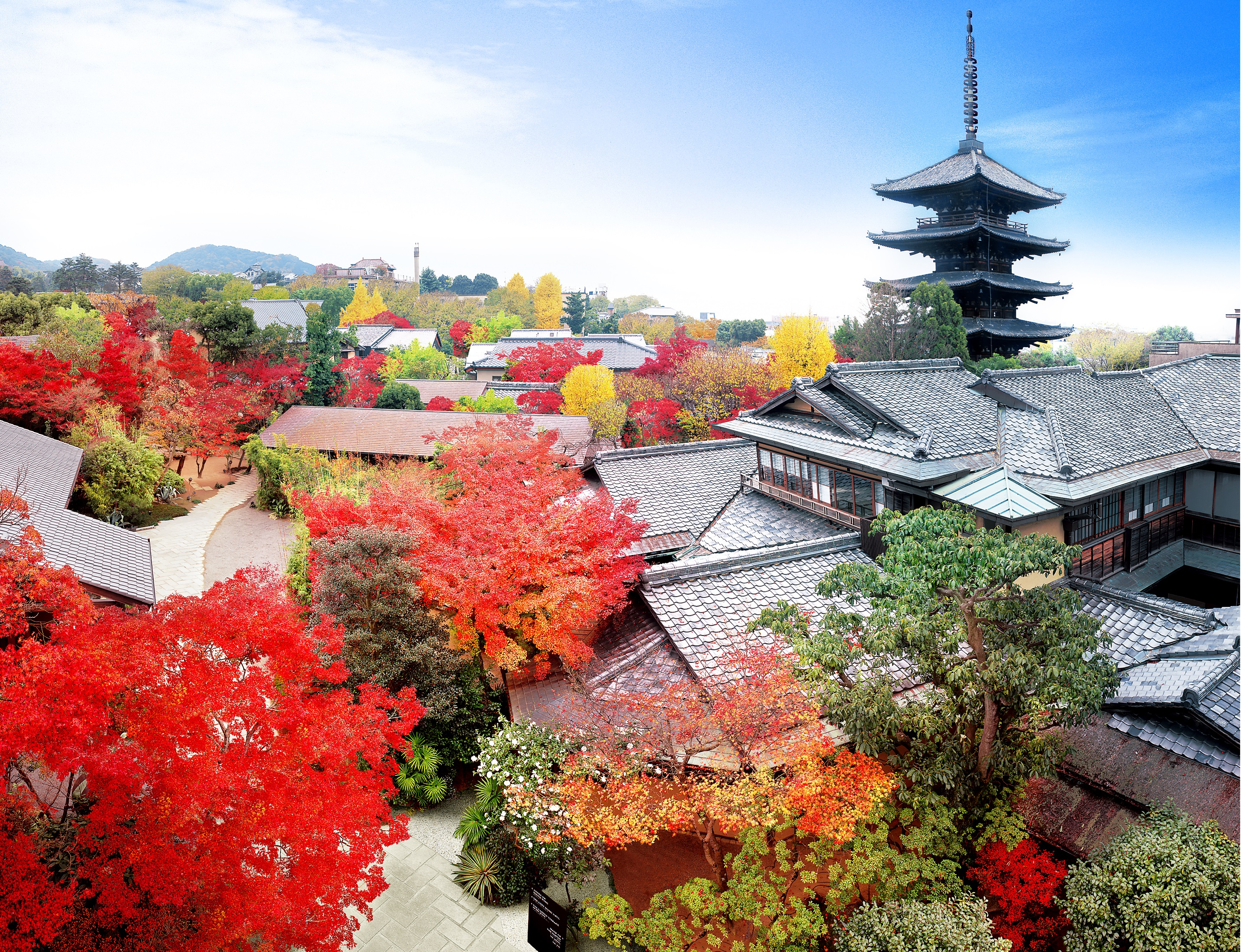
從東山看去的八坂塔

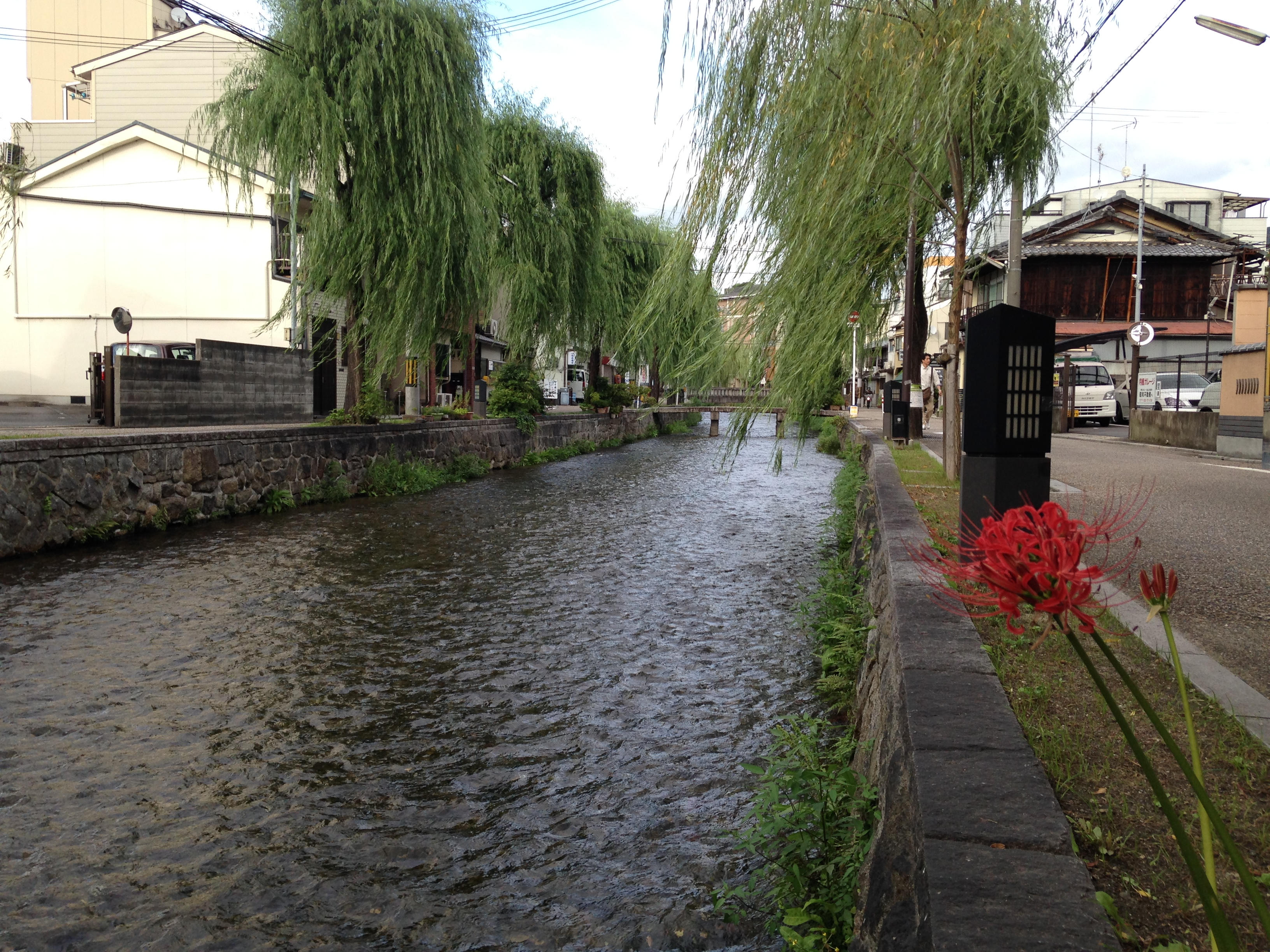
流過祇園的白川

### 地形

#### 山地
- 阿彌陀峰
- 華頂山（日语：華頂山）
- 清水山 (京都市)（日语：清水山）
- 東山
- 圓山

#### 河川
- 鴨川
- 白川
- 琵琶湖疏水

## 歷史
現在的東山區範圍在令制國時代分屬山城國紀伊郡及愛宕郡，1868年廢止江戶幕府後，隸屬於新設立的京都府；1879年京都府實施郡区町村編制法時，京都府下設置上京區和下京區，現在的東山區大部分地區在當時被劃入下京區。1889年日本實施市制，上京區和下京區合設為京都市，但上京區和下京區的行政區劃仍被保留。
1929年下京區將鴨川以東區域分出，新設立東山區。1931年宇治郡山科町被併入京都市後，也曾被劃入東山區；但在1976年又將原屬山科町的區域劃出設立為山科區。

## 交通
由於東山區位於京都車站東側約800公尺處，西日本旅客鐵道東海道本線、奈良線及東海道新幹線往東出京都車站後接進入東山區內，奈良線在此設有東福寺車站。
京阪電氣鐵道京阪本線沿著鴨川東岸以南北向通過轄內，沿途設有三條車站、祇園四條車站、清水五條車站、七條車站、東福寺車站、鳥羽街道車站
京都市營地下鐵東西線則從轄區北側以東西向通過轄內。

### 鐵道
JR西日本
- 奈良線:東福寺站

京阪電氣鐵道
- 京阪本線: 三條站 - 祇園四條站 - 清水五條站 - 七條站 - 東福寺站 - 鳥羽街道站

京都市營地下鐵
- 東西線: 三条京阪站 - 東山站 - 蹴上站

## 設施

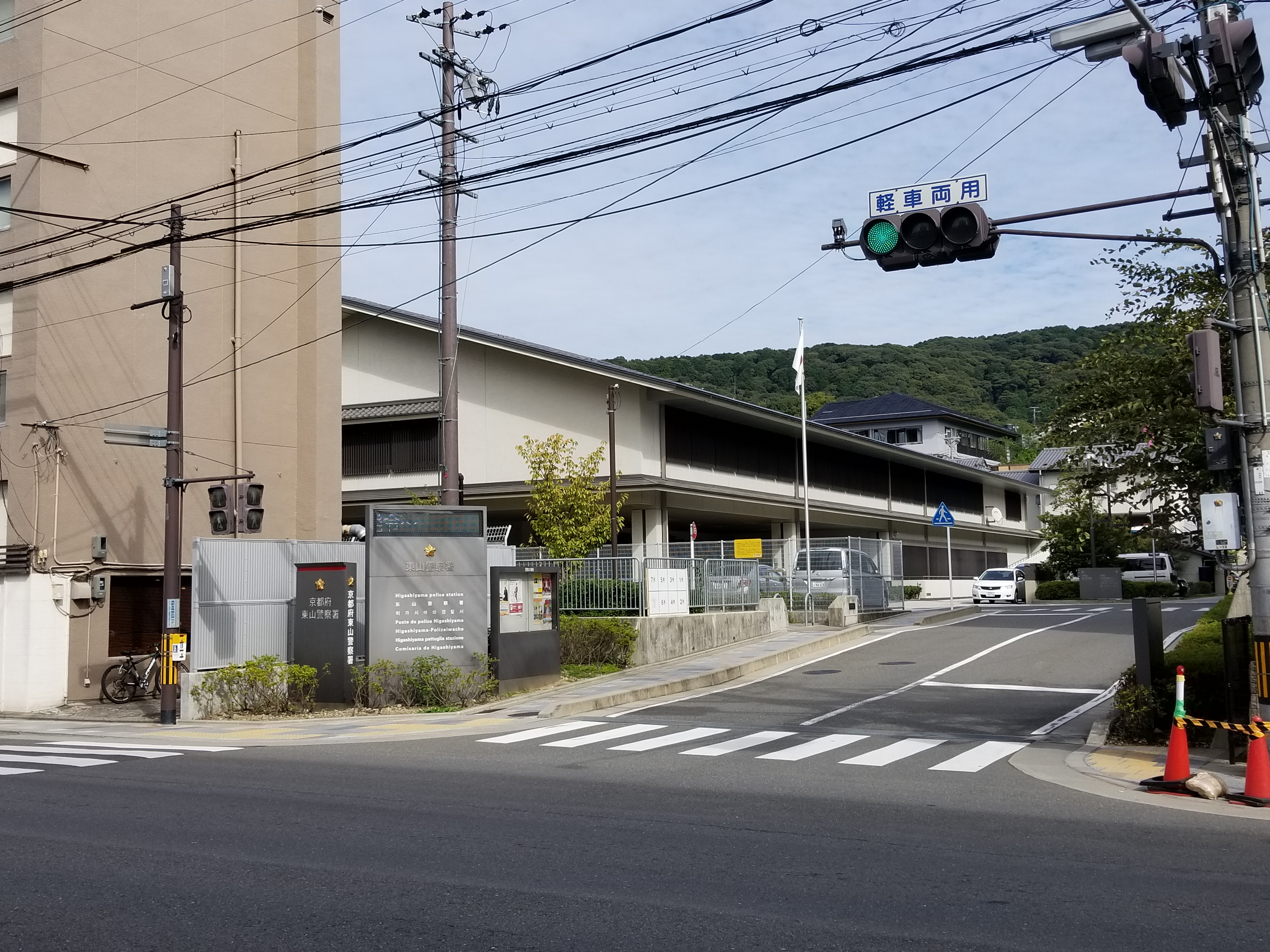
東山警察署

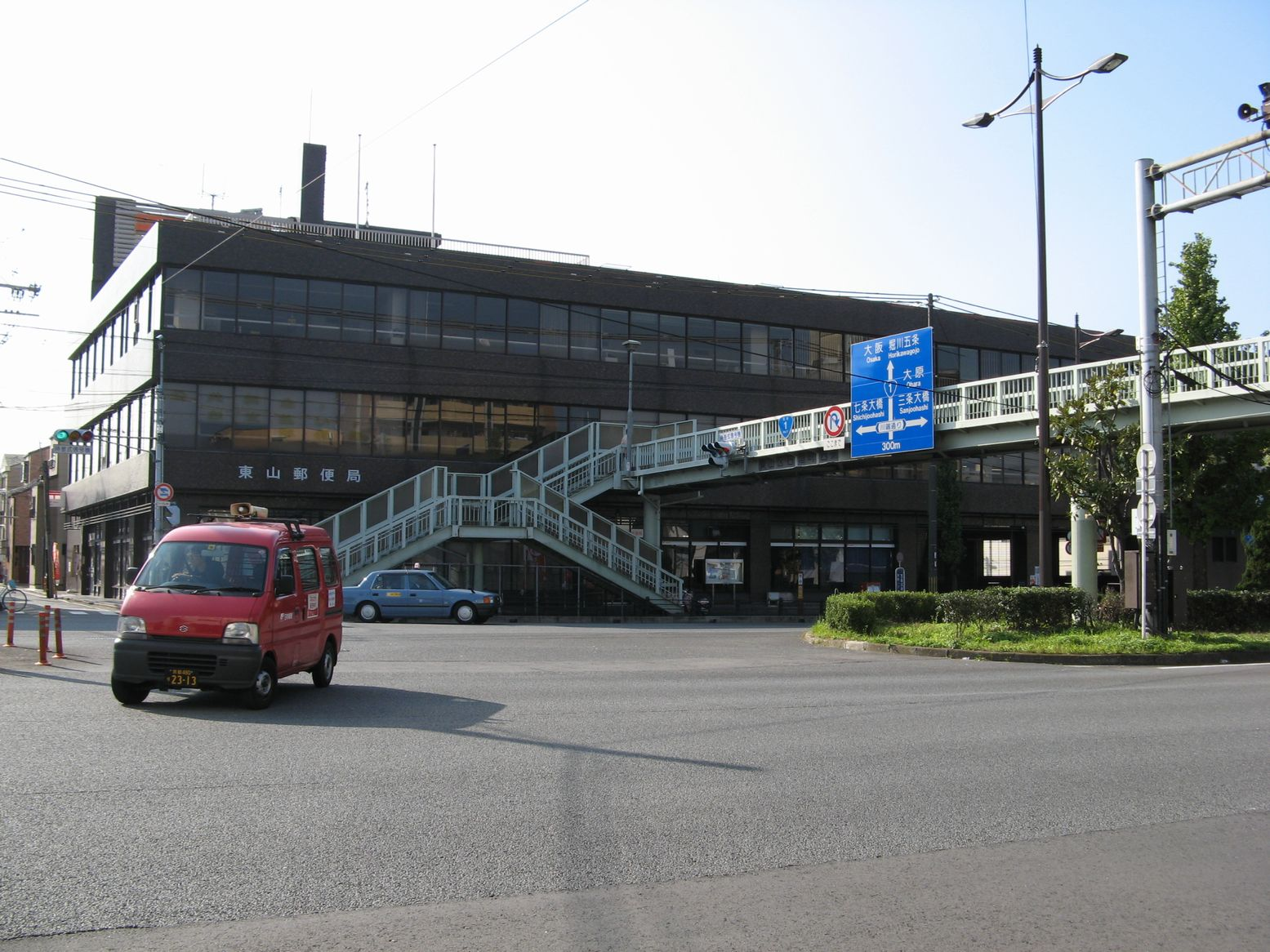
東山郵局

### 警消
- 東山警察署
- 京都市東山消防署

### 醫療
- 京都第一紅十字醫院

### 郵局
- 東山郵便局

## 教育

### 大学
私立
- 京都女子大学
- 京都華頂大学・華頂短期大学
- 京都美術工藝大学（京都東山校區）

### 高校
市立
- 京都市立日吉丘高等学校

私立
- 大谷高等学校
- 華頂女子高等学校
- 京都女子高等学校
- 京都国際高等学校

### 中学
市立
- 東山開睛館（京都市立開睛中学校）
- 京都市立東山泉中学校

私立
- 大谷中学校
- 京都女子中学校
- 京都国際中学校

### 小学校
市立
- 東山開睛館（京都市立開睛小学校）
- 京都市立東山泉小学校

## 觀光資源

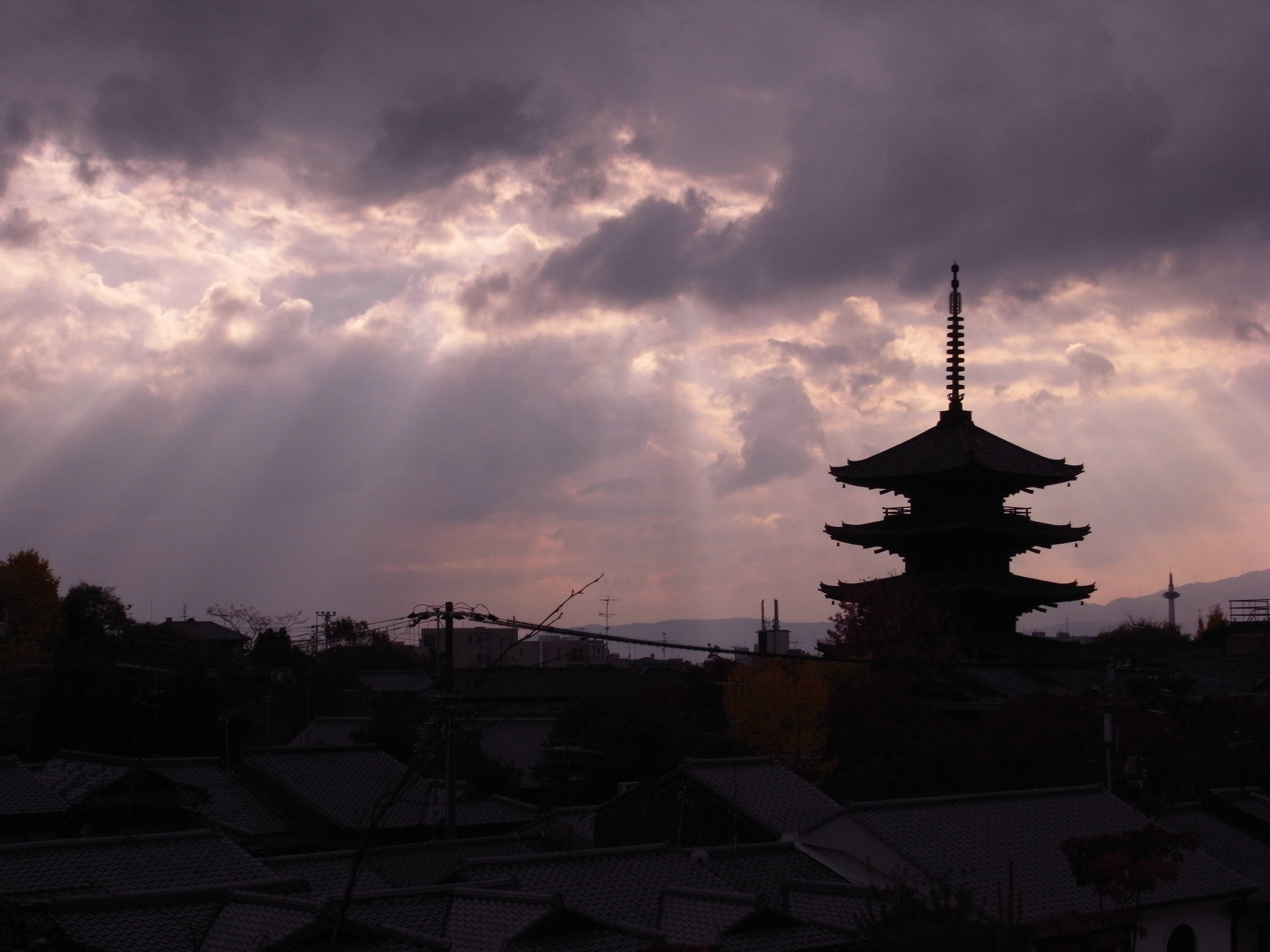
從高台寺看東山的街町和法觀寺五重塔。

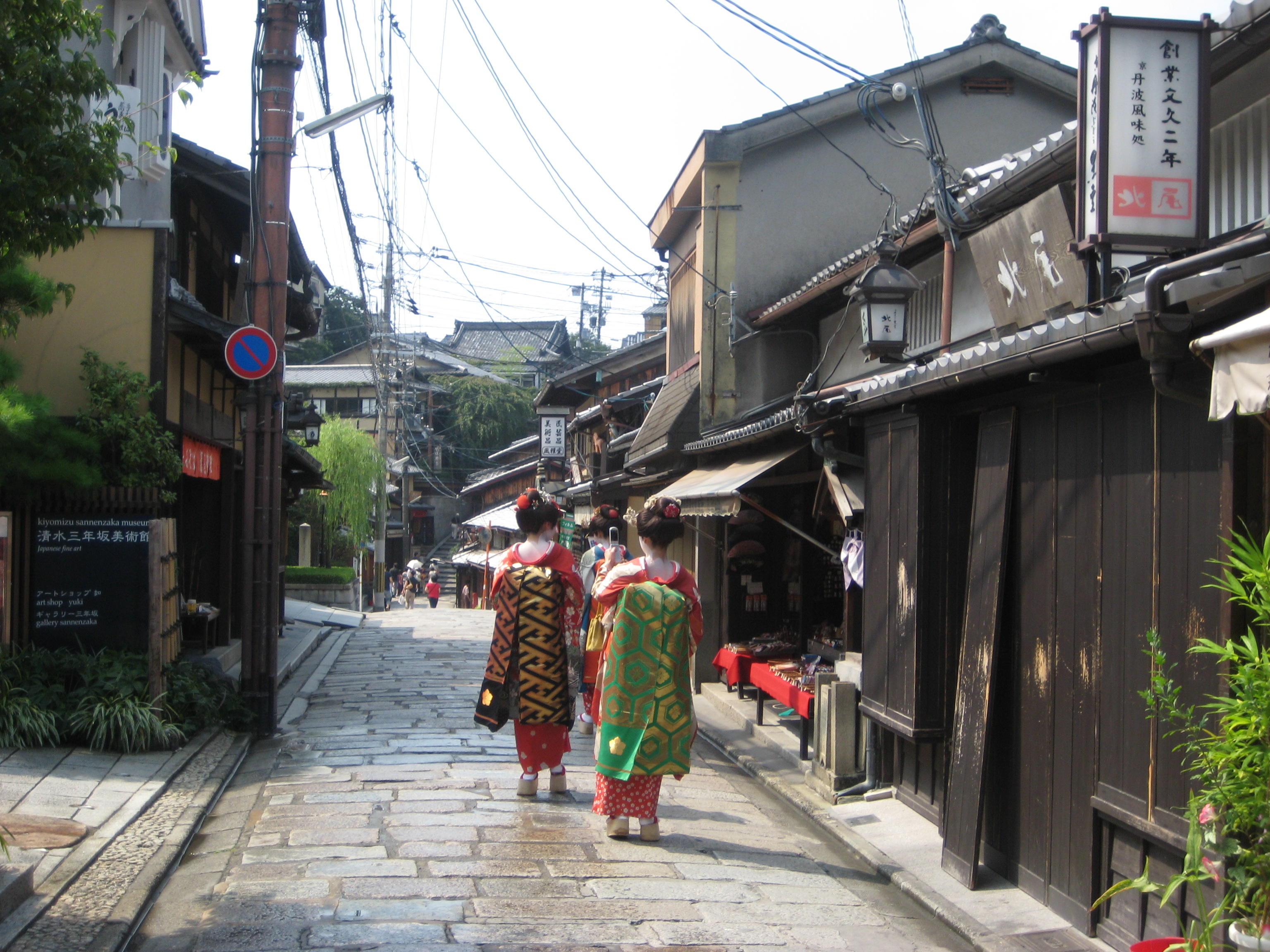
產寧坂（三年坂）

- 八坂神社
- 豐國神社
- 六波羅蜜寺
- 建仁寺
- 青蓮院
- 知恩院
- 清水寺
- 法觀寺
- 高台寺
- 圓德院
- 妙法院
- 智積院
- 養源院
- 三十三間堂
- 泉涌寺
- 雲龍院
- 東福寺
- 京都靈山護國神社
- 京都國立博物館
- 祇園
- 產寧坂
- 方廣寺

## 文化・名產

### 祭典
- 祇園祭 - 日本三大祭、京都三大祭之一。
- 京都東山花燈路（日语：京都・東山花灯路）

### 名產・特產
- 清水燒

## 著名出身人物
- 楠部彌弌 - 陶藝家
- 黑田辰秋 - 漆藝家、木工家
- 山中貞雄 - 電影導演
- 衣笠祥雄 - 前職棒選手
- 杉本彩 - 藝人
- 田畑智子 - 藝人
- 田武謙三 - 演員
- 須藤理惠 - 搞笑藝人
- 周平魂 - 搞笑藝人
- 馬場弘文 - 歌手
- DAISUKE - 音樂家（JABBERLOOP）
- 小山義一 - 鐵道技術者
- 13代木村玉之助 - 行司
- 三谷昌登 - 腳本家、演出家、俳優
- 堀江有里 - 社會學家、神學家、牧師。